# Pia Leśniewska
Pia Leśniewska, właśc. Helena Leśniewska (ur. 24 czerwca 1898 w Łaptiewie w Rosji, zm. 1 lipca 1993 w Warszawie) – zakonnica w Zgromadzeniu Sióstr Urszulanek Serca Jezusa Konającego. Po śmierci założycielki zgromadzenia św. Urszuli Ledóchowskiej była w latach 1939–1947 przełożoną generalną zgromadzenia jako matka Pia.